# Sîniutkî, Bilohirea
Sîniutkî (în ucraineană Синютки) este un sat în comuna Hulivți din raionul Bilohirea, regiunea Hmelnîțkîi, Ucraina.

## Demografie
Componența lingvistică a localității Sîniutkî
     Ucraineană (99,2%)
     Alte limbi (0,8%)
Conform recensământului din 2001, majoritatea populației localității Sîniutkî era vorbitoare de ucraineană (99,2%), existând în minoritate și vorbitori de alte limbi.